# Romema Arena
Romema Arena è un impianto polisportivo situato a Haifa in Israele.
Ha una capacità di 5 000 spettatori per le partite di pallacanestro e può raggiungere i 6 600 posti a sedere per i concerti e 12 000 per gli eventi di WWE con cui ha stipulato un accordo fino al 2025.